# Prometheus, Symphonia Ignis Divinus
Prometheus, Symphonia Ignis Divinus je druhé studiové album italské cinematic/powermetalové hudební skupiny Luca Turilli's Rhapsody. Vyšlo 19. června 2015 u vydavatelství Nuclear Blast. V roce 2016 bylo znovu smícháno ve formátu Dolby Atmos a vyšlo 9. prosince v setu Prometheus - The Dolby Atmos Experience + Cinematic and Live. Jedná se o historicky první hudební album, které bylo vydáno v tomto formátu.

## Seznam skladeb
Všechny skladby napsal(i) Luca Turilli. 
| Pořadí         | Název | Délka |
| -------------- | --- | ----- |
| 1.             | Nova Genesis (Ad Splendorem Angeli Triumphantis) | 3:08  |
| 2.             | Il Cigno Nero | 4:08  |
| 3.             | Rosenkreuz (The Rose and The Cross) | 4:34  |
| 4.             | Anahata | 5:03  |
| 5.             | Il Tempo Degli Dei | 5:03  |
| 6.             | One Ring to Rule Them All | 7:05  |
| 7.             | Notturno | 4:34  |
| 8.             | Prometheus | 5:06  |
| 9.             | King Solomon and the 72 Names of God | 6:51  |
| 10.            | Yggdrasil | 6:00  |
| 11.            | Of Michael the Archangel and Lucifer’s Fall Part II: Codex Nemesis I. "Codex Nemesis Alpha Omega" II. "Symphonia Ignis Divinus (The Quantum Gate Revealed)" III. "The Astral Convergence" IV. "The Divine Fire of the Archangel" V. "Of Psyche and Archetypes (System Overloaded)" | 18:04 |
| Celková délka: | Celková délka: | 69:36 |

## Obsazení
- Alessandro Conti – zpěv
- Luca Turilli – kytara
- Dominique Leurquin – kytara
- Patrice Guers – basová kytara
- Alex Landenburg – bicí

Hosté
- Ralf Scheepers – zpěv
- David Readman – zpěv
- Dan Lucas – zpěv
- Bridget Fogle – zpěv
- Emilie Ragni – zpěv